# Diane Karusisi
Diane Karusisi, née en 1977 de parents rwandais, est une statisticienne, économiste  et femme d'affaires rwandaise. Elle a vécu en Europe, adolescente, puis a décidé de s'installer au Rwanda. Elle y devient directrice générale de la Banque de Kigali, la plus grande banque commerciale du Rwanda, par ses actifs. Avant ce poste, elle travaille en tant qu'économiste en chef et directrice de la stratégie et de la politique dans le cabinet du Président du Rwanda.

## Biographie
Née au Congo en 1977, envoyée à Bulle en Suisse, chez de proches parents, elle grandit en dehors du Rwanda. Elle a la double nationalité, suisse et rwandaise. Elle étudie à l'université de Fribourg, en Suisse, et obtient une Maîtrise en Économétrie et un Doctorat en Économie Quantitative. Sa thèse de doctorat, publiée en 2009, est intitulée Dependency in credit portfolios: Modeling with Copula Functions ("Dépendance dans un portefeuille de crédit : Modélisation par les fonctions copules "). Elle décide de revenir au Rwanda, la terre de ses parents, où elle n'a pas encore vécu après un échange avec les membres de la délégation qui accompagne le président Paul Kagame au Forum de Davos.
Diane Karusisi y effectue un parcours à la fois dans le secteur public et privé. De 2000 jusqu'en 2006, elle sert en tant que professeur assistant de statistiques économiques à l'université de Fribourg, en Suisse. À partir de 2007 et jusqu'en 2009, elle travaille au Credit Suisse Asset Management à Zurich. En août 2009, elle revient au Rwanda et est nommé conseillère principale du directeur général de l'Institut national de la statistique du Rwanda (NISR), à Kigali. En septembre 2010, elle devient directrice générale de cet institut national,. À ce titre, elle a supervisé la conception et la mise en œuvre de grandes enquêtes. En février 2016, Karusisi est nommée directrice générale de la Banque de Kigali, la plus grande banque rwandaise,,. Elle y remplace James Gatera.
Karusisi sert également en tant que vice-présidente du conseil des gouverneurs de l'université du Rwanda,. Elle siège aussi au conseil d'administration du Rwanda Development Board.